# 山口県道4号大島環状線
山口県道4号大島環状線（やまぐちけんどう4ごう おおしまかんじょうせん）は、山口県大島郡周防大島町（屋代島）を通る県道（主要地方道）である。

## 概要
山口県大島郡周防大島町小松と大島郡周防大島町土居を結ぶ。国道437号と合わせて屋代島の環状線を形成する。
かつては大島郡周防大島町小松を起終点とする環状線だったが、1982年（昭和57年）に大島郡周防大島町土居 - 大島郡周防大島町小松間は国道437号となった。

### 路線データ
- 起点：大島郡周防大島町小松（国道437号交点）
- 終点：大島郡周防大島町土居（国道437号交点）

## 歴史
- 1993年（平成5年）5月11日 - 建設省から、県道大島環状線が大島環状線として主要地方道に指定される[1]。

## 地理

### 通過する自治体
- 大島郡周防大島町

### 交差する道路
- 国道437号（大島郡周防大島町小松、起点）
- 山口県道103号大島橘線（大島郡周防大島町小松）
- 山口県道103号大島橘線（大島郡周防大島町西安下庄〔にしあげのしょう〕）
- 山口県道60号橘東和線（大島郡周防大島町東安下庄〔ひがしあげのしょう〕）
- 国道437号（大島郡周防大島町土居、終点）

### 沿線の主要施設
- 大島商船高等専門学校
- 山口県立田布施農業高等学校大島分校（廃校）
- 周防大島町役場沖浦出張所
- 周防大島町橘図書館
- 周防大島町橘庁舎
- 山口県立周防大島高等学校安下庄校舎（旧：山口県立安下庄高等学校）
- 周防大島町日良居出張所